# フリードリヒ3世 (神聖ローマ皇帝)
フリードリヒ3世（Friedrich III., 1415年9月21日 - 1493年8月19日）はハプスブルク家5人目のローマ王（在位：1440年 - 1493年）、そして同家初の神聖ローマ皇帝（戴冠：1452年3月19日）。元はオーストリア公フリードリヒ5世で、のちオーストリア大公。ローマ王としてはフリードリヒ4世。オーストリア公エルンスト（鉄公）とツィンバルカ・マゾヴィエツカの間に、インスブルックで生まれた。又従兄のローマ王アルブレヒト2世の急死後に王位につき、長命を保って50年以上在位したことで結果的にハプスブルク家の帝位世襲に成功する。

## 生涯
最初はケルンテンなどわずか3州の貧しい領主であり、決断力に欠けて臆病で気が弱く、常に借金で追われていた。フス戦争で混乱に陥ったボヘミアをオスマン帝国から防衛する任をオーストリア大公に託すという理由のほか、御しやすい人物というのが、選帝侯から皇帝に選ばれた理由であった。数多くの蔑称を身に纏い、死後は「神聖ローマ帝国の大愚図」という綽名を贈られた。まともにぶつかれば歯の立たない強敵が大勢立ちはだかったが、辛抱強く敵が去るのを待ち、選帝侯の予想に反して53年もの間帝位を占有し続け、ハプスブルク家の帝位世襲を成し遂げた。
凡庸な君主であり、ハンガリーやボヘミアをハプスブルク家の支配から失い、オスマン帝国の攻勢には対抗出来ず、ハンガリーには多くの領地を併合され、ウィーンから追放されるなど散々な目に遭っている。しかし長命を保ったことと悪運の強さから敵対者はことごとく都合良く死亡し、暗殺説がつきまとうほどである。
そのような失敗続きの治世における「唯一の成功」がブルゴーニュ公シャルルの一人娘を息子マクシミリアンの妃に迎えたことであり、その結果ハプスブルク家はブルゴーニュ東部とその属領ネーデルランドを併合し、将来の発展の礎を築くことになった。
フリードリヒ3世の好きな言葉は“A・E・I・O・U”で、あらゆる物にこれを彫り込んでいた。これは“Alles Erdreich ist Österreich untertan”（オーストリアは全世界の支配者なり）の略と言われる。ただし、異説もある。

### 内オーストリア公
フリードリヒ3世はローマ王・アルブレヒト1世の玄孫であったが、元来ハプスブルク家でも傍系のレオポルト系の生まれであった。1424年に父エルンスト鉄公が死去したため、幼くして弟アルブレヒト6世を共同統治者として内オーストリアの所領を相続した（オーストリア公としてはフリードリヒ5世）。

### 宗家継承
皇帝ジギスムントの死によってルクセンブルク家が断絶した後、次のローマ王に選出されたのはジギスムントの娘婿アルブレヒト2世だった。アルブレヒト2世はハプスブルク家の宗家（アルブレヒト系）の当主で、フリードリヒの又従兄に当たった。アルブレヒトはこの時、ジギスムントの有していたハンガリーとボヘミアの王位も獲得している。しかし1439年、在位1年余りで皇帝としての戴冠式も果たせないまま、アルブレヒト2世は対オスマン帝国戦に出陣中、ハンガリーのネスメーイで赤痢によって急死した。
アルブレヒト2世の男子は、父親の死の翌年に生まれたラディスラウス・ポストゥムスしかいなかった。フリードリヒはラディスラウスの後見人に選ばれる一方、自身がローマ王に選出された。オスマン帝国の勢力がなおも迫っており、フリードリヒにはアルブレヒトに代わってオスマン帝国への防波堤となることが期待されていた。しかしこの時点でフリードリヒは、内オーストリアにおいては弟アルブレヒト6世を共同統治者としており、またハプスブルク家領全体で見ればアルブレヒト2世の遺領はラディスラウスに属し、チロルは従弟ジークムントが有するといった具合で、十分な資力が伴っていなかった。
1457年にはラディスラウスが17歳で夭折し、ボヘミアとハンガリーの王位は一旦ハプスブルク家から離れるが、オーストリアの遺領はフリードリヒ3世のものとなった。

### 皇帝即位と結婚

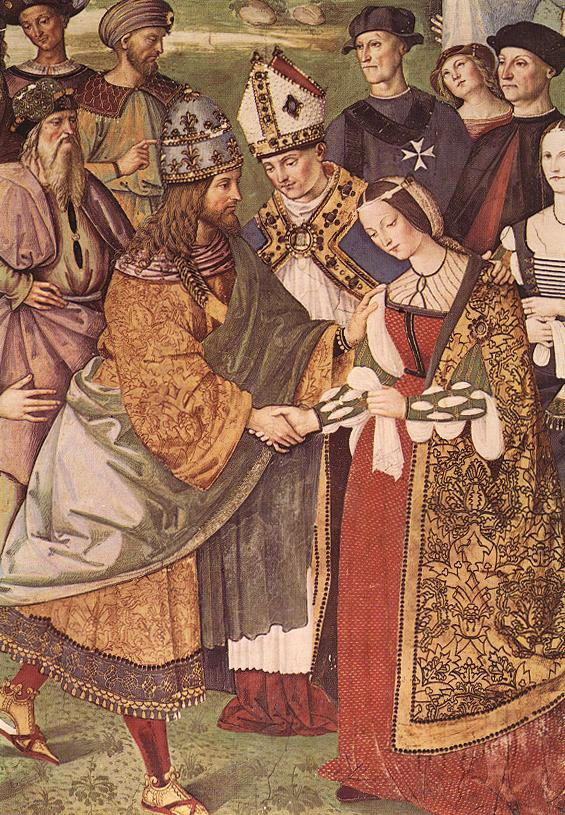
ポルトガル王女エレオノーレとの対面（ピントゥリッキオ画）

1452年、フリードリヒ3世は正式に戴冠すると同時に、ポルトガル王ドゥアルテ1世の娘エレオノーレ（レオノール）と結婚するため、一族のアルブレヒト6世やラディスラウスらを伴ってローマに向かった。エレオノーレとはシエーナで落ち合い、ローマで戴冠式と結婚式を同時に執り行った。ブルクハルトはフリードリヒ3世のイタリア訪問について「皇帝からいろいろの権利の書付けを書いてもらいたい人間や、皇帝ともいわれる人をはでに接待していい気持になる人間」による費用負担で行った「休暇か保養の旅行の性質をおびている」と手厳しい。
また、占星術に深くはまり、イタリアで授けられた子供は悪魔の申し子であると信じて妻に手を触れなかったともいうが、1459年3月22日待望の男子（後のマクシミリアン1世）が生まれた。
なお、マクシミリアン1世以後はローマへ行かないままでも皇帝を称するようになり、ローマで戴冠した皇帝はフリードリヒ3世が最後となった。

### ウィーン追放と帰還
1453年5月29日、メフメト2世率いるオスマン帝国軍によってコンスタンティノープルは陥落し、東ローマ帝国は滅んだ。このニュースはヨーロッパを駆け巡り、人々を震撼させたが、フリードリヒ3世は関心を示さなかった。
弟アルブレヒト6世大公は、凡庸な兄を前にして野心を燃やし、1463年にウィーンの不穏分子を煽り暴動を起こさせ、エレノオーレとマクシミリアンを幽閉した。皇帝は10日後にウィーンに駆けつけたが、城内に入れないまま追い払われた。屈辱的な内容の講和をアルプレヒトと取り交わした後、フリードリヒはようやくウィーンへの入城を果たしたが、苛政を敷くアルプレヒトが暗殺されたことにより、ウィーン市民と和解した。
存亡の機にあるハンガリー貴族はフリードリヒ3世を見限り、オスマン帝国から恐れられていたフニャディ・ヤーノシュを実質的な王に選出していたが、ヤーノシュの子マーチャーシュは1458年、正式にハンガリー王に選出されると、ワラキア、セルビアなど次々に領土を拡張し、1479年にはオロモウツの和約によってオーストリア大公の地位さえ奪った。1483年にはオーストリアの半分を支配し、1485年以降ウィーンも占領され、フリードリヒ3世はリンツへ宮廷を移した。フリードリヒ3世は娘クニグンデをオスマン帝国のスルタンに差し出してこの危機を切り抜けよう、などと考えていたという。しかしマーチャーシュは1490年に子を残さぬまま死亡し、フリードリヒ3世は三たびウィーンに戻ってオーストリアの支配権を奪還することができた。同じ1490年には従弟のジークムント大公が領主権をマクシミリアンに譲渡し、ハプスブルク家の領地はフリードリヒ・マクシミリアン親子の下に統合された。

### 婚姻政策
フリードリヒ3世は治世の最後に、当時栄えたブルゴーニュ公国を手に入れる。当時のブルゴーニュ公は皇后エレオノーレの従兄であるシャルル豪胆公（突進公）で、相続人は一人娘マリーしかいなかった。このためヨーロッパ中の王侯が、ブルゴーニュ公国を相続するマリーとの婚姻を望んだ。特に対立関係にあったフランス王ルイ11世は、王太子シャルル（後のシャルル8世）との結婚を執拗に望んでいた。しかしブルゴーニュ公は、皇帝フリードリヒ3世の子マクシミリアン大公との結婚に興味を示していた。
1473年9月13日に両者はトリーアで会見し、豪胆公はブルゴーニュの支配者としての自分へのローマ王位の授与などを要求したが、ローマ王の選定権は選帝侯が有していたこともあり、フリードリヒ3世は明言を避けた。フランス王の反対や帝国諸侯が豪胆公の好戦的な性格を恐れていたという背景もあり、結局11月24日の夜半に皇帝一行は闇にまぎれて立ち去った。業を煮やした豪胆公は帝国に侵攻したが皇帝軍に撃退され、スイス人にも2度にわたり敗戦した。豪胆公はトーリアの会見でマクシミリアン1世を気に入っていたこともあり、何の条件もなく愛娘マリーの縁談を承諾した。さらに、豪胆公は1477年1月5日にナンシーの戦いで戦死し、43歳で生涯を閉じた。豪胆公の死後、マクシミリアンとマリーは結婚し、豪胆公の遺領のうちネーデルラントやフランシュ＝コンテは2人のものになったが、ブルゴーニュ公の本領のほとんどはフランスに併合された。
その後、1488年にブルターニュ公フランソワ2世が一人娘アンヌを残して死没したときも同じような状況になった。アンヌも、既にマリーと死別していたマクシミリアンと婚約したが、フランス王シャルル8世は武力で彼女を奪った。この事件が元で、フランス王家とハプスブルク家の関係は急速に悪化して行く。しかしブルゴーニュ家との婚姻は、ハプスブルク家の結婚政策「戦争は他家に任せておけ。幸いなオーストリアよ、汝は結婚せよ」の一環となった。

### 最期

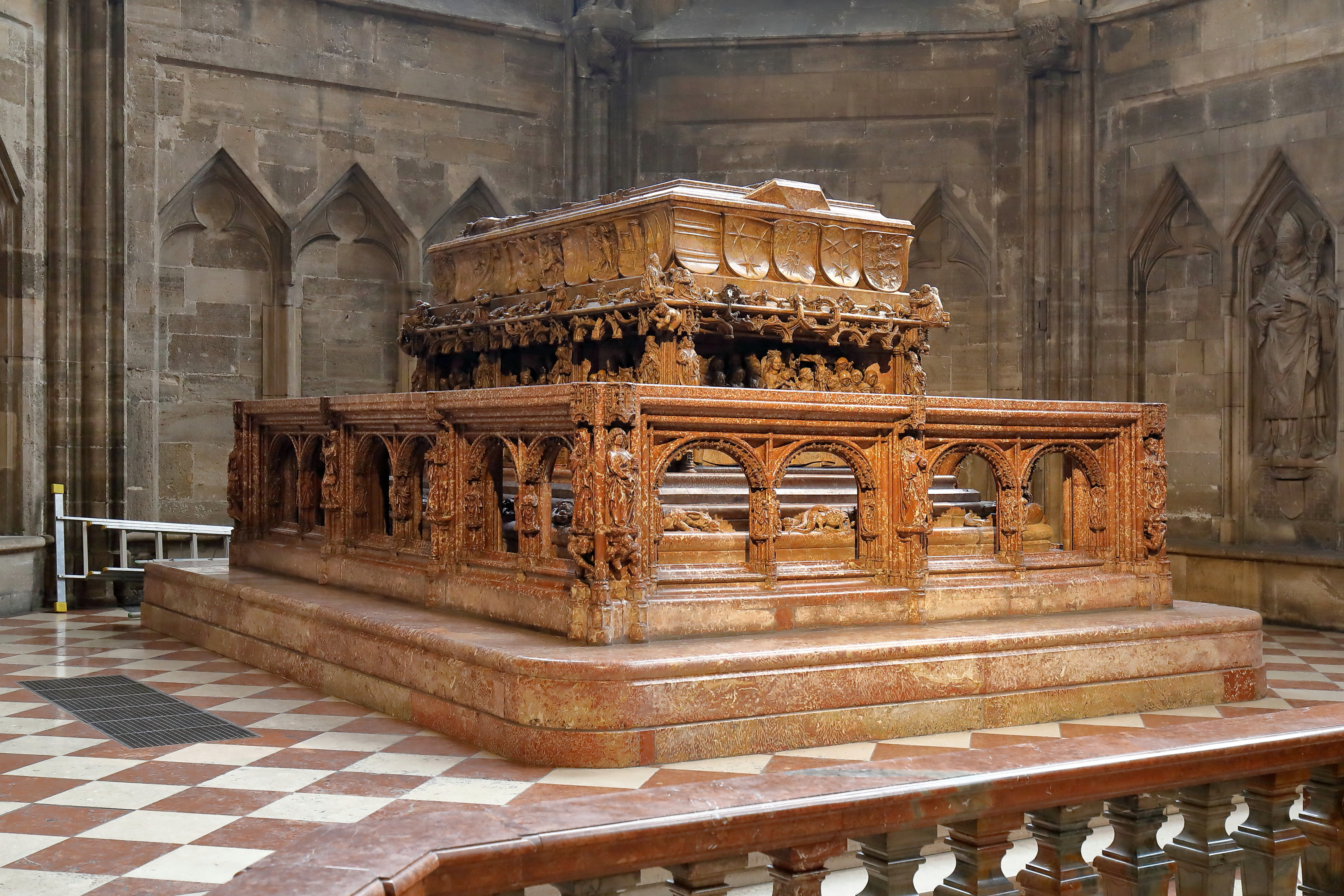
フリードリヒ3世の棺
（シュテファン大聖堂）

1493年、フリードリヒ3世は77歳の高齢でリンツにおいて死去した。

## 施策
ルドルフ4世（建設公）の「大特許状」を帝国法に組み込んだのはこのフリードリヒ3世で、以後ハプスブルク家は非常に大きな権利を得た。「大特許状」には「オーストリアは皇帝が介入できない永遠の封土であり、オーストリア大公は皇帝の助言者で、彼の知らないところではいかなる決定も下せない。オーストリアはあらゆる帝国税が免除されるが、帝国はオーストリアの安全を守る義務がある。オーストリアは義務で帝国に属しているのではなく、帝国に頼まれて帝国の臣になっている。」などとあり、ハプスブルク家が以後帝位を独占する一つの要因となるものであった。建設公の詐称に始まる「大公」の称号も、帝国法によって正式のものとなった。
1442年、フリードリヒ3世はフランクフルト帝国議会で特別裁判所改革の法律を発布するが、この時の法律第17条冒頭に「神聖ローマ帝国とドイツ国民」といった表現が登場する。ここから次第に、「神聖ローマ帝国」という国号に「ドイツ国民」という言葉が付加されるようになり。このことはつまり、その帝国の支配領域がドイツ語圏に限られてきたということを追認せざるを得なくなった訳で、1486年に使用された「ドイツ国民の神聖ローマ帝国」は少なくともこの意味だった。歴代の皇帝が夢見てきた西ヨーロッパ全体の支配という目的を公式に放棄するとともに、大言を戒めるためともいえる。

## 子女

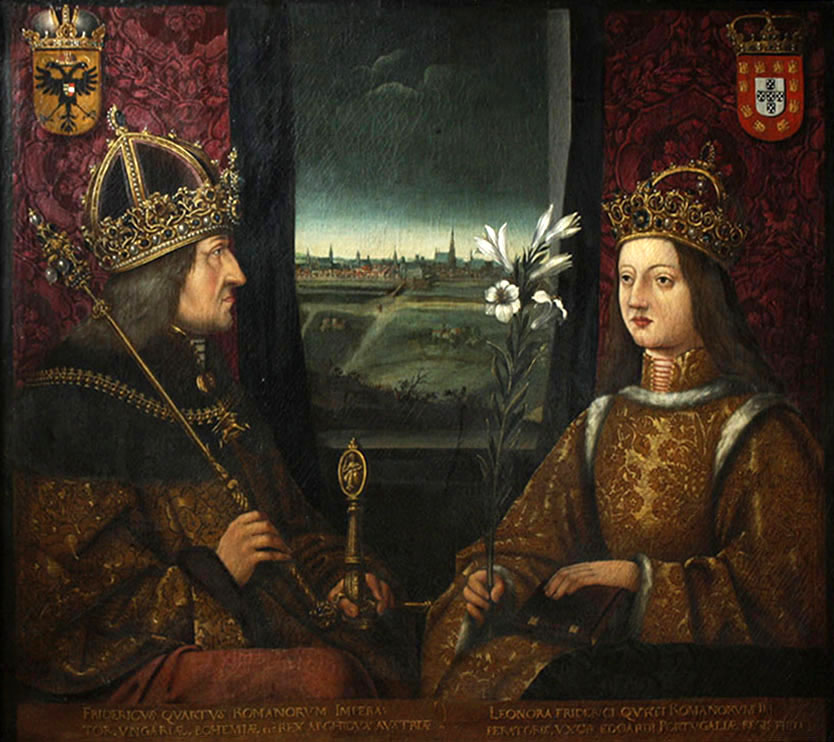
フリードリヒ3世とエレオノーレ・フォン・ポルトゥガル

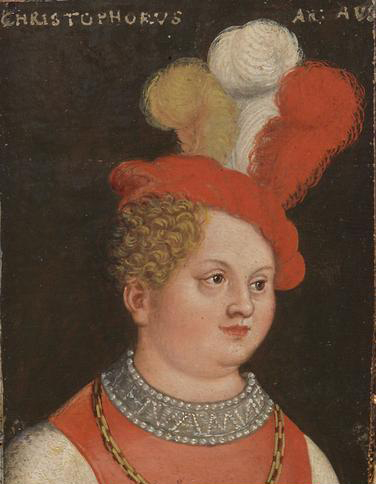
長男クリストフ

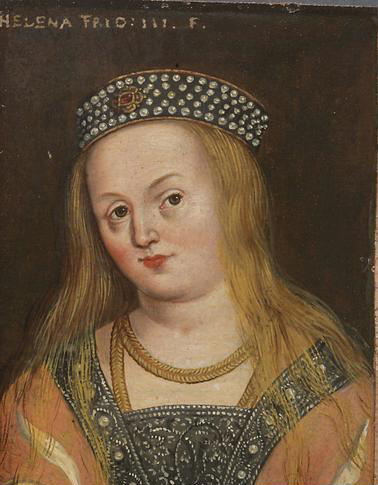
長女ヘレネ

皇后エレオノーレとの間には3男2女をもうけた。うち成人したのは2人である。
- クリストフ（1455年 - 1456年）
- マクシミリアン1世（1459年 - 1519年）
- ヘレネ（1460年 - 1461年）
- クニグンデ（1465年 - 1520年）　バイエルン公アルブレヒト4世妃
- ヨハンネス（1466年 - 1467年）

## 系図
| ルドルフ1世 ローマ王        |                             |                             |                             |                             |                             |                                |                                |                                |                                |                                |                                |                                       |                                       |                                       |                                       |                                       |                                       |                                |                                |                                |                                |                                |                                |                                     |                                     |                                     |                                     |                                     |                                     |                                  |                                  |                                  |                                  |                                  |                                  |                                    |                                    |                                    |                                    |                                    |                                    |  |  |  |  |  |  |  |  |  |  |  |  |  |  |  |  |  |  |  |  |  |  |  |  |  |  |  |  |  |  |  |  |  |  |  |  |  |  |
|                             |                             |                             |                             |                             |                             |                                |                                |                                |                                |                                |                                |                                       |                                       |                                       |                                       |                                       |                                       |                                |                                |                                |                                |                                |                                |                                     |                                     |                                     |                                     |                                     |                                     |                                  |                                  |                                  |                                  |                                  |                                  |                                    |                                    |                                    |                                    |                                    |                                    |  |  |  |  |  |  |  |  |  |  |  |  |  |  |  |  |  |  |  |  |  |  |  |  |  |  |  |  |  |  |  |  |  |  |  |  |  |  |
|                             |                             |                             |                             |                             |                             |                                |                                |                                |                                |                                |                                |                                       |                                       |                                       |                                       |                                       |                                       |                                |                                |                                |                                |                                |                                |                                     |                                     |                                     |                                     |                                     |                                     |                                  |                                  |                                  |                                  |                                  |                                  |                                    |                                    |                                    |                                    |                                    |                                    |  |  |  |  |  |  |  |  |  |  |  |  |  |  |  |  |  |  |  |  |  |  |  |  |  |  |  |  |  |  |  |  |  |  |  |  |  |  |
| アルブレヒト1世 ローマ王    | アルブレヒト1世 ローマ王    | アルブレヒト1世 ローマ王    | アルブレヒト1世 ローマ王    | アルブレヒト1世 ローマ王    | アルブレヒト1世 ローマ王    |                                |                                |                                |                                |                                |                                |                                       |                                       |                                       |                                       |                                       |                                       |                                |                                |                                |                                |                                |                                |                                     |                                     |                                     |                                     |                                     |                                     | ルドルフ2世 オーストリア公       | ルドルフ2世 オーストリア公       | ルドルフ2世 オーストリア公       | ルドルフ2世 オーストリア公       | ルドルフ2世 オーストリア公       | ルドルフ2世 オーストリア公       |                                    |                                    |                                    |                                    |                                    |                                    |  |  |  |  |  |  |  |  |  |  |  |  |  |  |  |  |  |  |  |  |  |  |  |  |  |  |  |  |  |  |  |  |  |  |  |  |  |  |
| アルブレヒト1世 ローマ王    | アルブレヒト1世 ローマ王    | アルブレヒト1世 ローマ王    | アルブレヒト1世 ローマ王    | アルブレヒト1世 ローマ王    | アルブレヒト1世 ローマ王    |                                |                                |                                |                                |                                |                                |                                       |                                       |                                       |                                       |                                       |                                       |                                |                                |                                |                                |                                |                                |                                     |                                     |                                     |                                     |                                     |                                     | ルドルフ2世 オーストリア公       | ルドルフ2世 オーストリア公       | ルドルフ2世 オーストリア公       | ルドルフ2世 オーストリア公       | ルドルフ2世 オーストリア公       | ルドルフ2世 オーストリア公       |                                    |                                    |                                    |                                    |                                    |                                    |  |  |  |  |  |  |  |  |  |  |  |  |  |  |  |  |  |  |  |  |  |  |  |  |  |  |  |  |  |  |  |  |  |  |  |  |  |  |
|                             |                             |                             |                             |                             |                             |                                |                                |                                |                                |                                |                                |                                       |                                       |                                       |                                       |                                       |                                       |                                |                                |                                |                                |                                |                                |                                     |                                     |                                     |                                     |                                     |                                     |                                  |                                  |                                  |                                  |                                  |                                  |                                    |                                    |                                    |                                    |                                    |                                    |  |  |  |  |  |  |  |  |  |  |  |  |  |  |  |  |  |  |  |  |  |  |  |  |  |  |  |  |  |  |  |  |  |  |  |  |  |  |
| ルドルフ1世(3世) ボヘミア王 | ルドルフ1世(3世) ボヘミア王 | ルドルフ1世(3世) ボヘミア王 | ルドルフ1世(3世) ボヘミア王 | ルドルフ1世(3世) ボヘミア王 | ルドルフ1世(3世) ボヘミア王 | フリードリヒ3世(1世) ローマ王  | フリードリヒ3世(1世) ローマ王  | フリードリヒ3世(1世) ローマ王  | フリードリヒ3世(1世) ローマ王  | フリードリヒ3世(1世) ローマ王  | フリードリヒ3世(1世) ローマ王  | レオポルト1世 オーストリア公          | レオポルト1世 オーストリア公          | レオポルト1世 オーストリア公          | レオポルト1世 オーストリア公          | レオポルト1世 オーストリア公          | レオポルト1世 オーストリア公          | アルブレヒト2世 オーストリア公 | アルブレヒト2世 オーストリア公 | アルブレヒト2世 オーストリア公 | アルブレヒト2世 オーストリア公 | アルブレヒト2世 オーストリア公 | アルブレヒト2世 オーストリア公 | オットー オーストリア公             | オットー オーストリア公             | オットー オーストリア公             | オットー オーストリア公             | オットー オーストリア公             | オットー オーストリア公             | ヨハン・パリツィーダ             | ヨハン・パリツィーダ             | ヨハン・パリツィーダ             | ヨハン・パリツィーダ             | ヨハン・パリツィーダ             | ヨハン・パリツィーダ             |                                    |                                    |                                    |                                    |                                    |                                    |  |  |  |  |  |  |  |  |  |  |  |  |  |  |  |  |  |  |  |  |  |  |  |  |  |  |  |  |  |  |  |  |  |  |  |  |  |  |
| ルドルフ1世(3世) ボヘミア王 | ルドルフ1世(3世) ボヘミア王 | ルドルフ1世(3世) ボヘミア王 | ルドルフ1世(3世) ボヘミア王 | ルドルフ1世(3世) ボヘミア王 | ルドルフ1世(3世) ボヘミア王 | フリードリヒ3世(1世) ローマ王  | フリードリヒ3世(1世) ローマ王  | フリードリヒ3世(1世) ローマ王  | フリードリヒ3世(1世) ローマ王  | フリードリヒ3世(1世) ローマ王  | フリードリヒ3世(1世) ローマ王  | レオポルト1世 オーストリア公          | レオポルト1世 オーストリア公          | レオポルト1世 オーストリア公          | レオポルト1世 オーストリア公          | レオポルト1世 オーストリア公          | レオポルト1世 オーストリア公          | アルブレヒト2世 オーストリア公 | アルブレヒト2世 オーストリア公 | アルブレヒト2世 オーストリア公 | アルブレヒト2世 オーストリア公 | アルブレヒト2世 オーストリア公 | アルブレヒト2世 オーストリア公 | オットー オーストリア公             | オットー オーストリア公             | オットー オーストリア公             | オットー オーストリア公             | オットー オーストリア公             | オットー オーストリア公             | ヨハン・パリツィーダ             | ヨハン・パリツィーダ             | ヨハン・パリツィーダ             | ヨハン・パリツィーダ             | ヨハン・パリツィーダ             | ヨハン・パリツィーダ             |                                    |                                    |                                    |                                    |                                    |                                    |  |  |  |  |  |  |  |  |  |  |  |  |  |  |  |  |  |  |  |  |  |  |  |  |  |  |  |  |  |  |  |  |  |  |  |  |  |  |
|                             |                             |                             |                             |                             |                             |                                |                                |                                |                                |                                |                                |                                       |                                       |                                       |                                       |                                       |                                       |                                |                                |                                |                                |                                |                                |                                     |                                     |                                     |                                     |                                     |                                     |                                  |                                  |                                  |                                  |                                  |                                  |                                    |                                    |                                    |                                    |                                    |                                    |  |  |  |  |  |  |  |  |  |  |  |  |  |  |  |  |  |  |  |  |  |  |  |  |  |  |  |  |  |  |  |  |  |  |  |  |  |  |
| ルドルフ4世 オーストリア公  | ルドルフ4世 オーストリア公  | ルドルフ4世 オーストリア公  | ルドルフ4世 オーストリア公  | ルドルフ4世 オーストリア公  | ルドルフ4世 オーストリア公  | フリードリヒ3世 オーストリア公 | フリードリヒ3世 オーストリア公 | フリードリヒ3世 オーストリア公 | フリードリヒ3世 オーストリア公 | フリードリヒ3世 オーストリア公 | フリードリヒ3世 オーストリア公 | アルブレヒト3世 オーストリア公        | アルブレヒト3世 オーストリア公        | アルブレヒト3世 オーストリア公        | アルブレヒト3世 オーストリア公        | アルブレヒト3世 オーストリア公        | アルブレヒト3世 オーストリア公        | レオポルト3世 内オーストリア公 | レオポルト3世 内オーストリア公 | レオポルト3世 内オーストリア公 | レオポルト3世 内オーストリア公 | レオポルト3世 内オーストリア公 | レオポルト3世 内オーストリア公 | フリードリヒ2世                     | フリードリヒ2世                     | フリードリヒ2世                     | フリードリヒ2世                     | フリードリヒ2世                     | フリードリヒ2世                     | レオポルト2世                    | レオポルト2世                    | レオポルト2世                    | レオポルト2世                    | レオポルト2世                    | レオポルト2世                    |                                    |                                    |                                    |                                    |                                    |                                    |  |  |  |  |  |  |  |  |  |  |  |  |  |  |  |  |  |  |  |  |  |  |  |  |  |  |  |  |  |  |  |  |  |  |  |  |  |  |
| ルドルフ4世 オーストリア公  | ルドルフ4世 オーストリア公  | ルドルフ4世 オーストリア公  | ルドルフ4世 オーストリア公  | ルドルフ4世 オーストリア公  | ルドルフ4世 オーストリア公  | フリードリヒ3世 オーストリア公 | フリードリヒ3世 オーストリア公 | フリードリヒ3世 オーストリア公 | フリードリヒ3世 オーストリア公 | フリードリヒ3世 オーストリア公 | フリードリヒ3世 オーストリア公 | アルブレヒト3世 オーストリア公        | アルブレヒト3世 オーストリア公        | アルブレヒト3世 オーストリア公        | アルブレヒト3世 オーストリア公        | アルブレヒト3世 オーストリア公        | アルブレヒト3世 オーストリア公        | レオポルト3世 内オーストリア公 | レオポルト3世 内オーストリア公 | レオポルト3世 内オーストリア公 | レオポルト3世 内オーストリア公 | レオポルト3世 内オーストリア公 | レオポルト3世 内オーストリア公 | フリードリヒ2世                     | フリードリヒ2世                     | フリードリヒ2世                     | フリードリヒ2世                     | フリードリヒ2世                     | フリードリヒ2世                     | レオポルト2世                    | レオポルト2世                    | レオポルト2世                    | レオポルト2世                    | レオポルト2世                    | レオポルト2世                    |                                    |                                    |                                    |                                    |                                    |                                    |  |  |  |  |  |  |  |  |  |  |  |  |  |  |  |  |  |  |  |  |  |  |  |  |  |  |  |  |  |  |  |  |  |  |  |  |  |  |
|                             |                             |                             |                             |                             |                             |                                |                                |                                |                                |                                |                                |                                       |                                       |                                       |                                       |                                       |                                       |                                |                                |                                |                                |                                |                                |                                     |                                     |                                     |                                     |                                     |                                     |                                  |                                  |                                  |                                  |                                  |                                  |                                    |                                    |                                    |                                    |                                    |                                    |  |  |  |  |  |  |  |  |  |  |  |  |  |  |  |  |  |  |  |  |  |  |  |  |  |  |  |  |  |  |  |  |  |  |  |  |  |  |
|                             |                             |                             |                             |                             |                             |                                |                                |                                |                                |                                |                                | アルブレヒト4世 オーストリア公        | アルブレヒト4世 オーストリア公        | アルブレヒト4世 オーストリア公        | アルブレヒト4世 オーストリア公        | アルブレヒト4世 オーストリア公        | アルブレヒト4世 オーストリア公        | ヴィルヘルム 内オーストリア公  | ヴィルヘルム 内オーストリア公  | ヴィルヘルム 内オーストリア公  | ヴィルヘルム 内オーストリア公  | ヴィルヘルム 内オーストリア公  | ヴィルヘルム 内オーストリア公  | レオポルト4世 前方オーストリア公    | レオポルト4世 前方オーストリア公    | レオポルト4世 前方オーストリア公    | レオポルト4世 前方オーストリア公    | レオポルト4世 前方オーストリア公    | レオポルト4世 前方オーストリア公    | エルンスト 内オーストリア公      | エルンスト 内オーストリア公      | エルンスト 内オーストリア公      | エルンスト 内オーストリア公      | エルンスト 内オーストリア公      | エルンスト 内オーストリア公      | フリードリヒ4世 前方オーストリア公 | フリードリヒ4世 前方オーストリア公 | フリードリヒ4世 前方オーストリア公 | フリードリヒ4世 前方オーストリア公 | フリードリヒ4世 前方オーストリア公 | フリードリヒ4世 前方オーストリア公 |  |  |  |  |  |  |  |  |  |  |  |  |  |  |  |  |  |  |  |  |  |  |  |  |  |  |  |  |  |  |  |  |  |  |  |  |  |  |
|                             |                             |                             |                             |                             |                             |                                |                                |                                |                                |                                |                                | アルブレヒト4世 オーストリア公        | アルブレヒト4世 オーストリア公        | アルブレヒト4世 オーストリア公        | アルブレヒト4世 オーストリア公        | アルブレヒト4世 オーストリア公        | アルブレヒト4世 オーストリア公        | ヴィルヘルム 内オーストリア公  | ヴィルヘルム 内オーストリア公  | ヴィルヘルム 内オーストリア公  | ヴィルヘルム 内オーストリア公  | ヴィルヘルム 内オーストリア公  | ヴィルヘルム 内オーストリア公  | レオポルト4世 前方オーストリア公    | レオポルト4世 前方オーストリア公    | レオポルト4世 前方オーストリア公    | レオポルト4世 前方オーストリア公    | レオポルト4世 前方オーストリア公    | レオポルト4世 前方オーストリア公    | エルンスト 内オーストリア公      | エルンスト 内オーストリア公      | エルンスト 内オーストリア公      | エルンスト 内オーストリア公      | エルンスト 内オーストリア公      | エルンスト 内オーストリア公      | フリードリヒ4世 前方オーストリア公 | フリードリヒ4世 前方オーストリア公 | フリードリヒ4世 前方オーストリア公 | フリードリヒ4世 前方オーストリア公 | フリードリヒ4世 前方オーストリア公 | フリードリヒ4世 前方オーストリア公 |  |  |  |  |  |  |  |  |  |  |  |  |  |  |  |  |  |  |  |  |  |  |  |  |  |  |  |  |  |  |  |  |  |  |  |  |  |  |
|                             |                             |                             |                             |                             |                             |                                |                                |                                |                                |                                |                                |                                       |                                       |                                       |                                       |                                       |                                       |                                |                                |                                |                                |                                |                                |                                     |                                     |                                     |                                     |                                     |                                     |                                  |                                  |                                  |                                  |                                  |                                  |                                    |                                    |                                    |                                    |                                    |                                    |  |  |  |  |  |  |  |  |  |  |  |  |  |  |  |  |  |  |  |  |  |  |  |  |  |  |  |  |  |  |  |  |  |  |  |  |  |  |
|                             |                             |                             |                             |                             |                             |                                |                                |                                |                                |                                |                                | アルブレヒト2世(5世) ローマ王         | アルブレヒト2世(5世) ローマ王         | アルブレヒト2世(5世) ローマ王         | アルブレヒト2世(5世) ローマ王         | アルブレヒト2世(5世) ローマ王         | アルブレヒト2世(5世) ローマ王         |                                |                                |                                |                                |                                |                                | フリードリヒ3世(5世) 神聖ローマ皇帝 | フリードリヒ3世(5世) 神聖ローマ皇帝 | フリードリヒ3世(5世) 神聖ローマ皇帝 | フリードリヒ3世(5世) 神聖ローマ皇帝 | フリードリヒ3世(5世) 神聖ローマ皇帝 | フリードリヒ3世(5世) 神聖ローマ皇帝 | アルブレヒト6世 オーストリア大公 | アルブレヒト6世 オーストリア大公 | アルブレヒト6世 オーストリア大公 | アルブレヒト6世 オーストリア大公 | アルブレヒト6世 オーストリア大公 | アルブレヒト6世 オーストリア大公 | ジークムント 前方オーストリア大公  | ジークムント 前方オーストリア大公  | ジークムント 前方オーストリア大公  | ジークムント 前方オーストリア大公  | ジークムント 前方オーストリア大公  | ジークムント 前方オーストリア大公  |  |  |  |  |  |  |  |  |  |  |  |  |  |  |  |  |  |  |  |  |  |  |  |  |  |  |  |  |  |  |  |  |  |  |  |  |  |  |
|                             |                             |                             |                             |                             |                             |                                |                                |                                |                                |                                |                                | アルブレヒト2世(5世) ローマ王         | アルブレヒト2世(5世) ローマ王         | アルブレヒト2世(5世) ローマ王         | アルブレヒト2世(5世) ローマ王         | アルブレヒト2世(5世) ローマ王         | アルブレヒト2世(5世) ローマ王         |                                |                                |                                |                                |                                |                                | フリードリヒ3世(5世) 神聖ローマ皇帝 | フリードリヒ3世(5世) 神聖ローマ皇帝 | フリードリヒ3世(5世) 神聖ローマ皇帝 | フリードリヒ3世(5世) 神聖ローマ皇帝 | フリードリヒ3世(5世) 神聖ローマ皇帝 | フリードリヒ3世(5世) 神聖ローマ皇帝 | アルブレヒト6世 オーストリア大公 | アルブレヒト6世 オーストリア大公 | アルブレヒト6世 オーストリア大公 | アルブレヒト6世 オーストリア大公 | アルブレヒト6世 オーストリア大公 | アルブレヒト6世 オーストリア大公 | ジークムント 前方オーストリア大公  | ジークムント 前方オーストリア大公  | ジークムント 前方オーストリア大公  | ジークムント 前方オーストリア大公  | ジークムント 前方オーストリア大公  | ジークムント 前方オーストリア大公  |  |  |  |  |  |  |  |  |  |  |  |  |  |  |  |  |  |  |  |  |  |  |  |  |  |  |  |  |  |  |  |  |  |  |  |  |  |  |
|                             |                             |                             |                             |                             |                             |                                |                                |                                |                                |                                |                                | ラディスラウス ハンガリー・ボヘミア王 | ラディスラウス ハンガリー・ボヘミア王 | ラディスラウス ハンガリー・ボヘミア王 | ラディスラウス ハンガリー・ボヘミア王 | ラディスラウス ハンガリー・ボヘミア王 | ラディスラウス ハンガリー・ボヘミア王 |                                |                                |                                |                                |                                |                                | マクシミリアン1世 神聖ローマ皇帝    | マクシミリアン1世 神聖ローマ皇帝    | マクシミリアン1世 神聖ローマ皇帝    | マクシミリアン1世 神聖ローマ皇帝    | マクシミリアン1世 神聖ローマ皇帝    | マクシミリアン1世 神聖ローマ皇帝    |                                  |                                  |                                  |                                  |                                  |                                  |                                    |                                    |                                    |                                    |                                    |                                    |  |  |  |  |  |  |  |  |  |  |  |  |  |  |  |  |  |  |  |  |  |  |  |  |  |  |  |  |  |  |  |  |  |  |  |  |  |  |